# Kapitán odešel na oběd a námořníci převzali velení
Kapitán odešel na oběd a námořníci převzali velení (anglicky The Captain Is Out to Lunch and the Sailors Have taken Over the Ship) je autobiografická próza amerického spisovatele Charlese Bukowského vydaná v roce 1998.
Je to vlastně deník z období autorova života mezi 28. 8.1991 – 27. 2. 1993 (Bukowski už měl po sedmdesátce). Ilustroval jej Robert Crumb, s nímž se Bukowski seznámil v době, kdy se stýkal s Lizou Williamsovou , kterou znal z působení v undergroundovém časopise Johna Bryana Open City.
Předkládá v něm své postřehy o společnosti, ve které chtějí být všichni vítězi a kterou opovrhuje, o pachtění se za vidinou amerického snu, přičemž pravé hodnoty zůstávají opomíjeny. Zamýšlí se nad různými tématy, která jsou mu blízká. Píše o své literární tvorbě - znamená pro něj stále silnou motivaci i v pozdějším věku, o slávě, o sázení na dostizích, přidává detaily ze svého všedního života (např. jak vyměnil psací stroj za počítač), vzpomíná všelijaké historky (jak odmítl producenta, který chtěl natočit televizní seriál - situační komedii o stárnoucím spisovateli špatné pověsti, jak se zúčastnil koncertu irské rockové kapely U2,...).
Vše je okořeněno charakteristickým ironickým humorem.
Česky knihu vydalo nakladatelství Pragma v roce 2001 .